# La literatura en vulgar
Entenem per literatura en vulgar aquella que està escrita en qualsevol llengua vulgar, és a dir, que no sigui el llatí. Aquest tipus de literatura apareix a l'Europa occidental durant l'edat mitjana, concretament al llarg dels segles XI i XI.

## Neixament de les llengües vulgars
En un principi només s'utilitzava el llatí per escriure literatura, ja que era la llengua eclesiàstica. Tot i això, la diversitat cultural que es va anar formant a occident durant l'edat mitjana va propiciar la diferenciació de cultures, experiències i costums, fet que es va fer palès en la llengua. Així, partint del llatí vulgar, es varen crear nous llenguatges, amb diversos usos i registres. El gal·loromànic, el francès o l'occità en són alguns exemples. Aquestes eren anomenades les llengües vulgars, les que utilitzava el poble en el seu dia a dia i que, en un futur, acabarien constituint les actuals llengües romàniques.

## Causes del canvi de llengua en la literatura
L'ús de les llengües vulgars en la literatura es va produir de manera esglaonada, al llarg d'un període extens de temps i amb certes ruptures pel que fa a la llengua llatina. Cal destacar dos fets rellevants com a conseqüents d'aquest canvi de tradició.
En primer terme la necessitat del món eclesiàstic per fer arribar el missatge religiós a la gent del carrer, ja que la majoria no sabien ni llegir ni escriure, i el llatí estava reservat bàsicament al clergat. Per acostar-se doncs a la població, diversos religiosos varen coincidir en traduir els missatges eclesiàstics a les llengües vulgars fet que faria que així aquest fos comprensible pel poble. La figura de Concili de Tours va ser clau per aquesta gesta. L'any 813 aquest religiós va recomanar als bisbes que fessin les homilies amb el llenguatge del poble per tal que tothom en pogués entendre el missatge eclesiàstic. Aquest fou, sens dubte un dels fets més significatius pel canvi de llengua en la literatura de tema bíblic.
D'altra banda però, també cal esmentar la virtut cabdal de les llengües vulgars en l'ús literari. I és que aquestes llengües havien aconseguit generar una identificació col·lectiva entre aquells que la parlaven fins a uns nivells que el llatí no havia arribat. Era la llengua que s'utilitzava en la quotidianitat i, per tant, obria un ventall completament nou de gèneres i obres en la creació literària que, anteriorment, i a causa de l'ús del llatí, no s'havien produït. D'aquesta manera es formava una nova realitat per la literatura amb diverses temàtiques i gèneres, sobretot de caràcter laic, per descobrir. Temes com l'amor era més fàcil de realitzar, ja que el llenguatge permetia expressar molt millor missatges. Elements com l'afecte i la imaginació es podien manifestar millor amb les llengües vulgars, que eren les llengües maternes, que no pas amb llatí.
Per conseqüent, gràcies a l'ús de les llengües vulgars en la literatura es va generar una literatura laica, feta i destinada per aquests. Es tracta del pas definitiu perquè el món literari sigui ja conquerit per la literatura laica i se'n faci un ús popular i col·lectiu i no reservat als religiosos com havia succeït fins al moment.

## Llengües més usades en la literatura vulgar
Cal destacar el paper particular de la llengua vulgar francesa en la literatura vulgar d'àmbit laic. El francès va esdevenir la llengua més utilitzada en la literatura amb un gran prestigi i ús. Fou així per diverses raons però principalment perquè va ser la primera llengua que va tenir prou impuls per poder-ne crear un text literari. D'aquesta manera, la literatura francesa es va estendre pel territori europeu en diversos gèneres literaris com la ficció, l'enciclopèdic o la divulgació científica. Altres literatures en vulgars constituïdes per llengües com el gal·loromànic, l'occità o el gallegoportuguès també gaudien d'un prestigi reconegut en el món medieval.
Tot això va portar a una especialització de l'ús literari que havien de tenir unes llengües o unes altres. Així, segons el gènere o la temàtica literària eren preferibles unes llengües vulgars o unes altres o, en alguns casos, el llatí, ja que cadascuna podia expressar de millor manera certes temàtiques.
Alguns dels exemples de literatura en vulgar més reconeguts són la Cançó de Rotllan, escrita en francès, el Cantar de Mio Cid o la Vida de sant Alexis, del segle xi.

## Conseqüències de la literatura en vulgar
El fet d'utilitzar les llengües vulgars va ser doncs una gran transformació cultural en la història de la literatura. Molta literatura escrita en vulgar va ser transmesa gràcies a la comprensió que en podia fer el poble, i també va ser traduïda a altres llengües en vulgar. Tenen una importància cabdal en aquest sentit la figura dels trobadors i joglars que propiciarien l'estesa territorial de les obres mitjançant la transmissió oral. Igualment a les corts, l'aristocràcia varen ser també centres difusors.